# Die with a Smile
"Die with a Smile" (n.đ. 'Chết với một nụ cười') là bài hát của hai ca sĩ-nhạc sĩ sáng tác bài hát Lady Gaga và Bruno Mars. Ca khúc được Interscope Records phát hành ngày 16 tháng 8 năm 2024.

## Đội ngũ thực hiện
Danh sách ghi công được lấy từ bản ghi chú của đĩa đơn CD.
- Bruno Mars – giọng chính, sáng tác bài hát, guitar
- Lady Gaga – giọng chính, sáng tác bài hát, piano
- D'Mile – sáng tác bài hát, sản xuất, bass, trống
- Andrew Watt – sáng tác bài hát, sản xuất, guitar
- James Fauntleroy – sáng tác bài hát
- Charles Moniz – thu âm, kĩ thuật
- Paul LaMalfa – thu âm, kĩ thuật
- Marco Sonzini – kĩ thuật bổ sung
- Alex Resoagli – trợ lý kĩ thuật thu âm
- Tyler Harris – trợ lý kĩ thuật thu âm
- Serban Ghenea – mixing
- Bryce Bordone – kỹ thuật mix
- Randy Merrill – mastering

## Bảng xếp hạng

### Bảng xếp hạng hàng tuần
| Bảng xếp hạng (2024)                      | Vị trí cao nhất |
| ----------------------------------------- | --------------- |
| Argentina (Argentina Hot 100)             | 24              |
| Argentina (Monitor Latino)                | 5               |
| Úc (ARIA)                                 | 2               |
| Áo (Ö3 Austria Top 40)                    | 5               |
| Belarus Airplay (TopHit)                  | 67              |
| Bỉ (Ultratop 50 Flanders)                 | 3               |
| Bỉ (Ultratop 50 Wallonia)                 | 4               |
| Bolivia (Billboard)                       | 3               |
| Bolivia (Monitor Latino)                  | 4               |
| Brasil (Hot 100 Airplay)                  | 6               |
| Bulgaria (PROPHON)                        | 8               |
| Canada (Canadian Hot 100)                 | 4               |
| Canada AC (Billboard)                     | 11              |
| Canada CHR/Top 40 (Billboard)             | 13              |
| Canada Hot AC (Billboard)                 | 11              |
| Chile (Billboard)                         | 11              |
| Chile (Monitor Latino)                    | 7               |
| CIS (Tophit)                              | 18              |
| Colombia (Billboard)                      | 25              |
| Colombia Anglo (National-Report)          | 1               |
| Costa Rica (FONOTICA)                     | 13              |
| Croatia (Billboard)                       | 20              |
| Croatia (HRT)                             | 1               |
| Cộng hòa Séc (Rádio Top 100)              | 41              |
| Cộng hòa Séc (Singles Digitál Top 100)    | 15              |
| Đan Mạch (Tracklisten)                    | 6               |
| Ecuador (Billboard)                       | 10              |
| El Salvador (ASAP EGC)                    | 3               |
| El Salvador (Monitor Latino)              | 10              |
| Estonia Airplay (TopHit)                  | 11              |
| Phần Lan (Suomen virallinen lista)        | 20              |
| Pháp (SNEP)                               | 16              |
| Đức (GfK)                                 | 10              |
| Thế giới Global 200 (Billboard)           | 1               |
| Hy Lạp International (IFPI)               | 3               |
| Guatemala (Monitor Latino)                | 14              |
| Hồng Kông (Billboard)                     | 7               |
| Hungary (Rádiós Top 40)                   | 27              |
| Hungary (Single Top 40)                   | 30              |
| Iceland (Tónlistinn)                      | 1               |
| India International (IMI)                 | 5               |
| Indonesia (Billboard)                     | 1               |
| Ireland (IRMA)                            | 3               |
| Israel (Media Forest)                     | 1               |
| Ý (FIMI)                                  | 22              |
| Nhật Bản (Japan Hot 100)                  | 38              |
| Nhật Bản Digital Singles (Oricon)         | 18              |
| Kazakhstan Airplay (TopHit)               | 128             |
| Mỹ Latinh (Monitor Latino)                | 2               |
| Latvia (LAIPA)                            | 5               |
| Latvia Airplay (LAIPA)                    | 13              |
| Liban (Lebanese Top 20)                   | 2               |
| Litva (AGATA)                             | 3               |
| Litva Airplay (TopHit)                    | 13              |
| Luxembourg (Billboard)                    | 2               |
| Malaysia (Billboard)                      | 1               |
| Malaysia International (RIM)              | 1               |
| MENA (IFPI)                               | 2               |
| México (Billboard)                        | 23              |
| México (Monitor Latino)                   | 5               |
| Hà Lan (Dutch Top 40)                     | 1               |
| Hà Lan (Single Top 100)                   | 1               |
| New Zealand (Recorded Music NZ)           | 1               |
| Nigeria (TurnTable Top 100)               | 78              |
| Na Uy (VG-lista)                          | 1               |
| Panama (Monitor Latino)                   | 7               |
| Panama (PRODUCE)                          | 11              |
| Paraguay (Monitor Latino)                 | 4               |
| Perú (Billboard)                          | 2               |
| Philippines (Philippine Hot 100)          | 1               |
| Ba Lan (Polish Airplay Top 100)           | 5               |
| Ba Lan (Polish Streaming Top 100)         | 8               |
| Bồ Đào Nha (AFP)                          | 1               |
| România (Billboard)                       | 15              |
| România Airplay (TopHit)                  | 47              |
| Romania (Romania TV Airplay)              | 6               |
| Nga Airplay (TopHit)                      | 47              |
| San Marino (SMRRTV Top 50)                | 2               |
| Ả Rập Xê Út (IFPI)                        | 3               |
| Singapore (RIAS)                          | 1               |
| Slovakia (Rádio Top 100)                  | 31              |
| Slovakia (Singles Digitál Top 100)        | 11              |
| Nam Phi (Billboard)                       | 15              |
| Hàn Quốc (Circle)                         | 121             |
| Tây Ban Nha (PROMUSICAE)                  | 34              |
| Suriname (Nationale Top 40)               | 6               |
| Thụy Điển (Sverigetopplistan)             | 4               |
| Thụy Sĩ (Schweizer Hitparade)             | 2               |
| Đài Loan (Billboard)                      | 4               |
| Ukraina Airplay (TopHit)                  | 190             |
| UAE (IFPI)                                | 1               |
| Anh Quốc (OCC)                            | 3               |
| Uruguay (Monitor Latino)                  | 7               |
| Hoa Kỳ Billboard Hot 100                  | 3               |
| Hoa Kỳ Adult Contemporary (Billboard)     | 7               |
| Hoa Kỳ Adult Pop Airplay (Billboard)      | 11              |
| Hoa Kỳ Dance/Mix Show Airplay (Billboard) | 40              |
| Hoa Kỳ Pop Airplay (Billboard)            | 12              |
| Hoa Kỳ Rhythmic (Billboard)               | 39              |
| Venezuela (Record Report)                 | 26              |

### Bảng xếp hạng hàng tháng
| Bảng xếp hạng (2024)                     | Vị trí |
| ---------------------------------------- | ------ |
| Belarus Airplay (TopHit)                 | 99     |
| Brasil Streaming (Pro-Música Brasil)     | 6      |
| CIS Airplay (TopHit)                     | 32     |
| Cộng hòa Séc (Singles Digitál – Top 100) | 33     |
| Estonia Airplay (TopHit)                 | 17     |
| Litva Airplay (TopHit)                   | 12     |
| Paraguay (SGP)                           | 16     |
| România Airplay (TopHit)                 | 57     |
| Slovakia (Rádio – Top 100)               | 50     |
| Slovakia (Singles Digitál – Top 100)     | 20     |
| Hàn Quốc (Circle)                        | 131    |

## Chứng nhận
| Quốc gia | Chứng nhận  | Số đơn vị/doanh số chứng nhận |
| --- | ----------- | ----------------------------- |
| Úc (ARIA)                                                                                                   | 4× Bạch kim | 280.000‡                      |
| Áo (IFPI Áo)                                                                                                | Bạch kim    | 30.000‡                       |
| Bỉ (BEA) | Bạch kim    | 40.000‡                       |
| Canada (Music Canada)                                                                                       | 4× Bạch kim | 320.000‡                      |
| Đan Mạch (IFPI Đan Mạch)                                                                                    | Bạch kim    | 90.000‡                       |
| Pháp (SNEP)                                                                                                 | Kim cương   | 333.333‡                      |
| Đức (BVMI)                                                                                                  | Vàng        | 150.000‡                      |
| Ý (FIMI) | Bạch kim    | 100.000‡                      |
| New Zealand (RMNZ)                                                                                          | 3× Bạch kim | 90.000‡                       |
| Na Uy (IFPI)                                                                                                | Bạch kim    | 60.000‡                       |
| Ba Lan (ZPAV)                                                                                               | 2× Bạch kim | 100.000‡                      |
| Bồ Đào Nha (AFP)                                                                                            | 4× Bạch kim | 40.000‡                       |
| Tây Ban Nha (PROMUSICAE)                                                                                    | 2× Bạch kim | 120.000‡                      |
| Thụy Sĩ (IFPI)                                                                                              | Bạch kim    | 20.000‡                       |
| Anh Quốc (BPI)                                                                                              | Bạch kim    | 600.000‡                      |
| Phát trực tuyến                                                                                             |             |                               |
| Hy Lạp (IFPI Hy Lạp)                                                                                        | 3× Bạch kim | 6.000.000                     |
| ‡ Chứng nhận dựa theo doanh số tiêu thụ và phát trực tuyến. · Chứng nhận dựa theo doanh số phát trực tuyến. |             |                               |

## Lịch sử phát hành
| Vùng      | Ngày              | Định dạng                                             | Nhãn                  | Ct.     |
| --------- | ----------------- | ----------------------------------------------------- | --------------------- | ------- |
| Nhiều nơi | 16 tháng 8, 2024  | Tải nhạc phát trực tuyến                              | Interscope            | [ 126 ] |
| Hoa Kỳ    | 16 tháng 8, 2024  | Contemporary hit radio                                | Interscope            | [ 127 ] |
| Ý         | 16 tháng 8, 2024  | Airplay phát thanh                                    | EMI Warner            | [ 128 ] |
| Đức       | 16 tháng 8, 2024  | Đĩa đơn CD                                            | Interscope Streamline | [ 129 ] |
| Anh Quốc  | 16 tháng 8, 2024  | Đĩa đơn CD                                            | Interscope Streamline | [ 130 ] |
| Hoa Kỳ    | 16 tháng 8, 2024  | Đĩa đơn CD                                            | Interscope Streamline | [ 131 ] |
| Hoa Kỳ    | 19 tháng 8, 2024  | Adult contemporary radio hot adult contemporary radio | Interscope            | [ 132 ] |
| Canada    | 23 tháng 8, 2024  | CD                                                    | Interscope Streamline | [ 133 ] |
| Pháp      | 27 tháng 8, 2024  | CD                                                    | Interscope Streamline | [ 134 ] |
| Hoa Kỳ    | 25 tháng 10, 2024 | Vinyl 7 inch                                          | Interscope Streamline | [ 135 ] |